# 風力發電廠

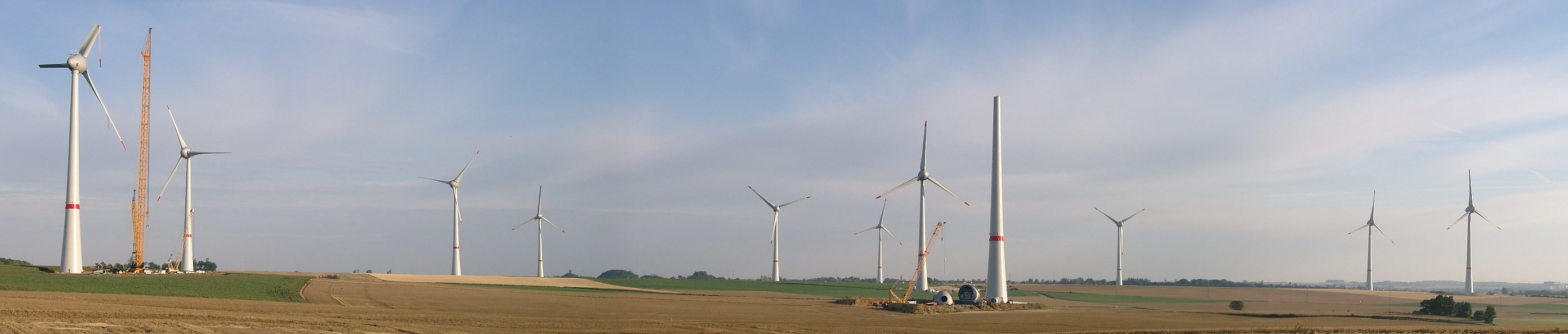
世界首台7.5兆瓦風力發電機風電場

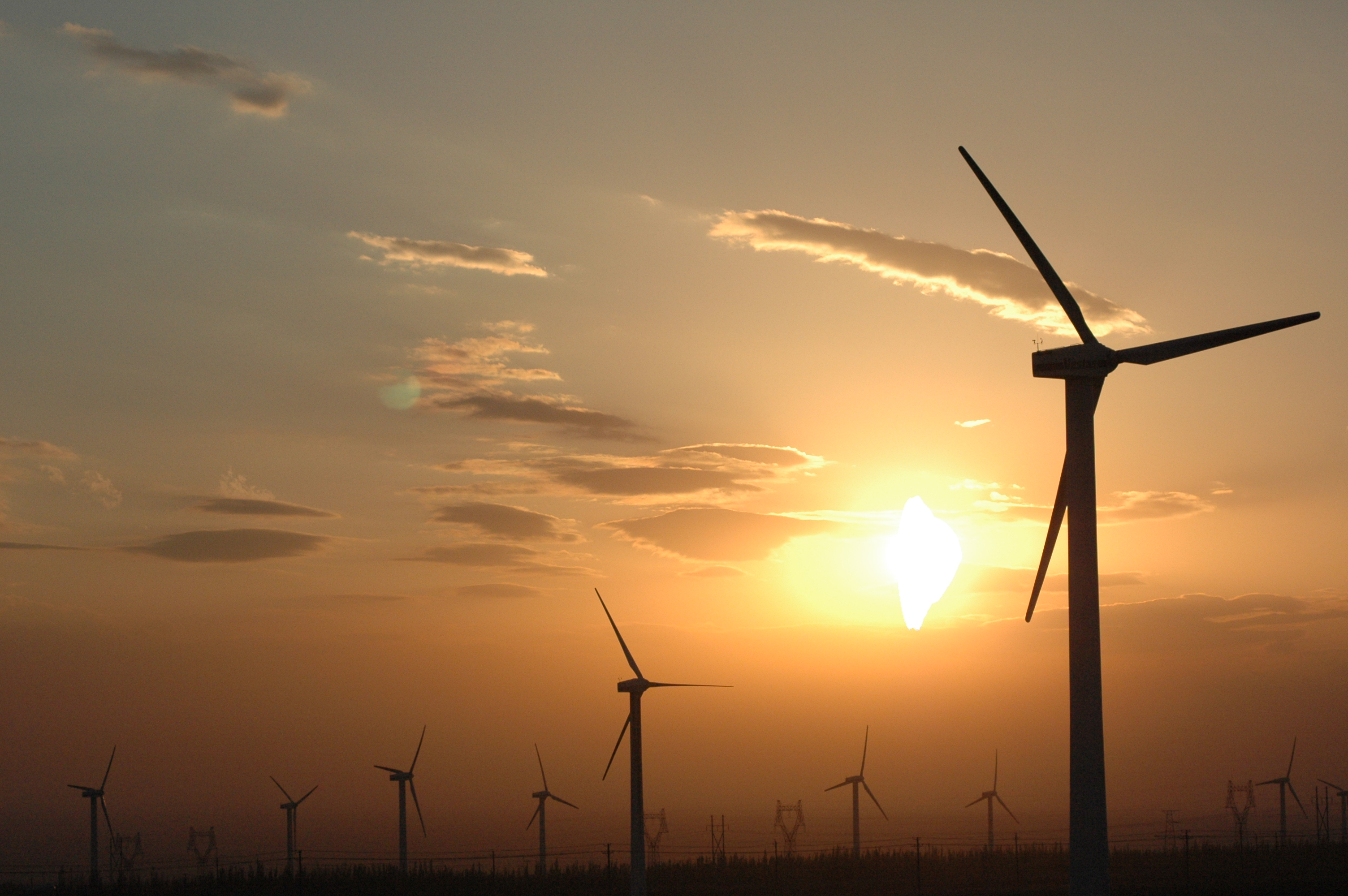
中国新疆的风力发电站。

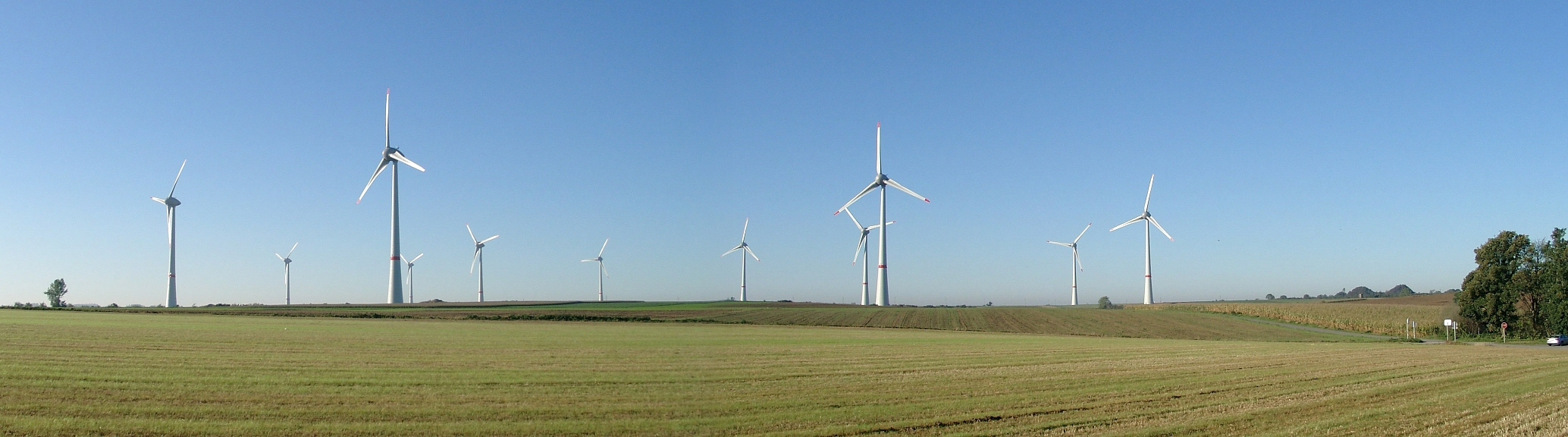
比利時是全世界建立首座以為7.5兆瓦风力发電廠的国家(於埃斯蒂諾蒙，Estinnes-Au-Mont)。

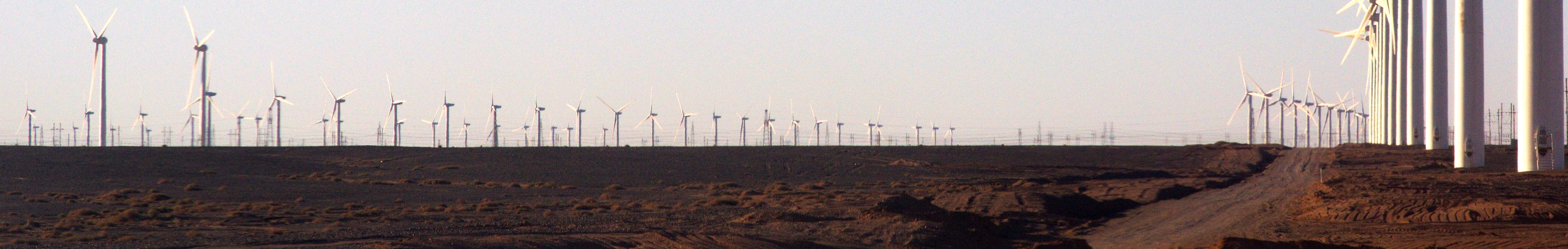
甘肃省瓜州县400多座風力發電機，200多萬瓦风力發電站的風力發電機

風力發電廠（英語：wind farm、wind park、wind power plant），亦稱風場或風電廠，係指於同一地點集中設置多組風力發電機以生產電力的設施。根據國際能源署（IEA）分類標準，主要分為陸上風力發電與離岸風力發電兩大類型，其規模可從數台風機延伸至覆蓋廣闊地域的數百台機組組合。
全球最大陸上風場多集中於中國、印度及美國。截至2012年，中國甘肅酒泉風電基地裝機容量已超過6,000兆瓦（MW），原計劃2020年擴充至20,000兆瓦；而英國霍恩西風電場則以1,218兆瓦容量成為2020年全球最大離岸風場。隨着單機功率提升（參見最大風力發電機列表），同等發電量所需風機數量正逐步減少。
作為可再生能源重要組成部分，風力發電廠因無需燃料而對環境影響較傳統發電方式為低，常被視為綠色能源代表。然而其發展亦引發爭議，包括景觀視覺衝擊、鄉郊地區「工業化」現象，以及潛在的棲地破壞與旅遊業衰退。雖有批評指風機運轉會導致健康問題（參見風力發電機症候群），但多數研究認為此類主張缺乏科學依據。美國能源部指出，風電場雖可能干擾雷達系統，但透過選址調整等緩解措施多能有效解決衝突。

## 風力發電機

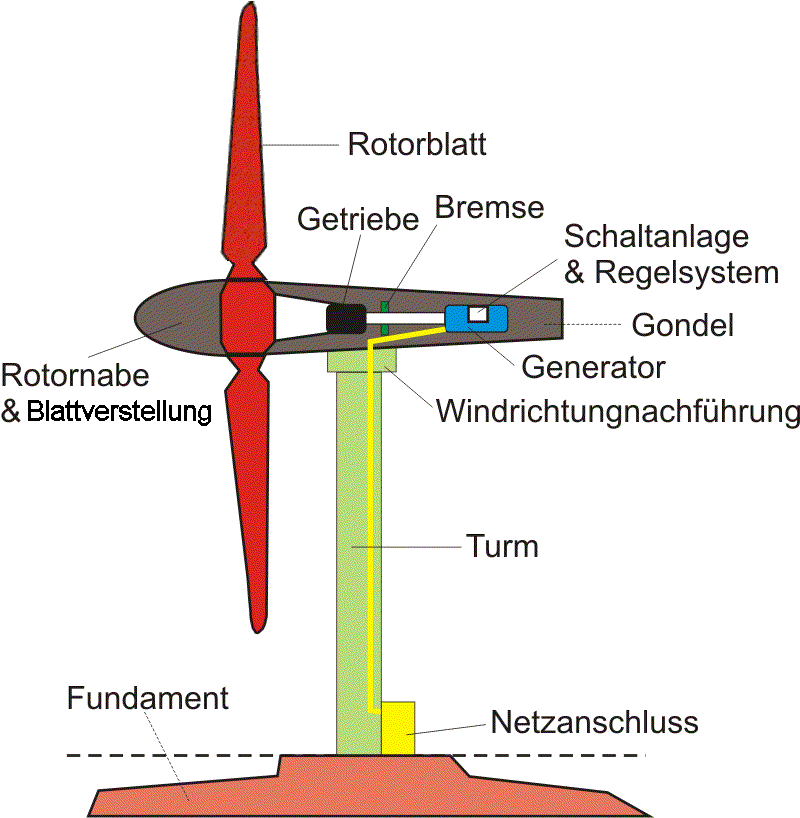
風力發電機的結構圖

風力發電機可簡稱風機，是構成風力發電廠的必要條件之一，主要由塔架、葉片、發電機等三大部分所構成。運轉的風速必須大於每秒2至4公尺（依發電機不同而有所差異）不等，但是風速太強（約每秒25公尺）也不行，當風速達每秒10至16公尺時，即達滿載發電，根据风机类别的不同，IEC标准对最大耐風速有不同规定，其中I类风机約為每秒70公尺，所以好的風場不但要一年四季吹風的日子多，風速的大小和穩定也很關鍵。
由於每座風力發電機皆可獨立運轉，故每座風力發電機均可視為單獨的風力發電廠，是屬於一種分散式發電系統。

### 風力發電機的發展歷史
早在19世紀末，丹麥的氣象學家保羅·拉·庫爾（Poul La Cour）就已經製造出第一部風力發電機，但當時由於經濟效益過低，風力發電機並沒有受到重視，直到最近幾年，能源危機與環保意識抬頭帶動了風力發電機的發展，1980年代有55瓩的風機，到了1985年則開發出110瓩，到了1990年代，發展到了250瓩，1990年代中期有600瓩，2000年後則有2000瓩以上等級的風機出現。目前，全球安裝的風力發電機組超過了60000部以上，機組容量大多為600至3000瓩不等，目前主流機組為2000瓩，最大機組為5000瓩。

### 風力發電機的結構與規格
一般常見的風力發電機主要結構可分為葉片（Blade）、主發電機（Primary generator）、塔架（Tower），除此之外，還具備自動迎風轉向、葉片旋角控制及監控保護等功能。

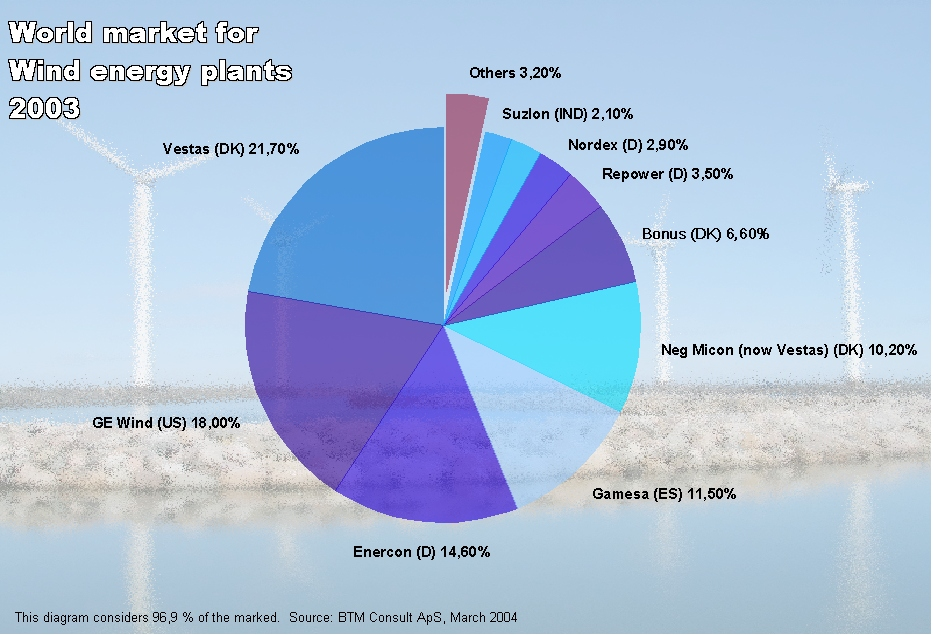
2003年風力發電機製造商與市佔圖

### 風力發電機製造商
- Bonus（丹麥）：於2004年底被西門子（Siemens）併購。
- Enercon（德國）
- Bard（德國）
- Repower（德國）
- Repower（德國）：最近已被印度Suzlon收购近90%股份
- Enron（美國）
- Clipper（美國）
- Gamesa（西班牙）
- MADE（西班牙）
- Mitsubishi 三菱（日本）
- Nordex（德國）
- NEG Micon（丹麥）：已在2003年時被Vestas併購。
- AUSSIEWIND （页面存档备份，存于）
- Siemens（德國）
- Suzlon（印度）
- Vestas（丹麥）：在全球風力發電市場市佔率達三成以上，海上風力渦輪發電機市場更高達七成，為目前風力發電機市佔率最高的製造廠商。[11]
- 青岛格林风新能源设备
- 金風科技（中國）
- 華銳風電（中國）
- 东方电气（中國）
- 国电联合动力（中國）
- 广东明阳风电（中國）
- 上海电气（中國）：2010年末与西门子合作成立西门子上海电气风电，公司是否仍然存在不明
- 湘电风能（中國）
- 远景新能源（中國）
- 沈阳华创（中國）
- 浙江运达（中國）
- 三一重工（中國）
- 重庆海装（中國）
- 常牵（中國）
- GINOTEX (台灣)

### 風力發電機製造商2010市佔
- 陸上風力發電機製造商全球市佔（Based on Onshore Installations （World）, 2010)
  - 15%~20% : Vestas（丹麥）、GE Energy
  - 10%~12%: Gamesa（西班牙）、Enercon（德國）
  - 8%~10%: Suzlon（印度）
  - 5%~7%: Siemens（德國）、Sinovel Wind Group Co., Ltd、Acciona S.A
  - 3%~5%: 金風科技（中國）、Nordex（德國）

- 離岸風力發電機製造商全球市佔（Based on Offshore Installations (World), 2010）
  - 50%~55% : Vestas（丹麥）
  - 30%~35%: Siemens（德國）
  - 5%~10%: Sinovel Wind Group Co., Ltd（中國）

資料來源：《Global Wind Power Markets》Frost & Sullivan （页面存档备份，存于） analysis（2011年4月）

## 建置風力發電廠
建置風力發電廠除了需要豐沛的風能與足夠的資金外，還需要注意建置地點、土地的取得、維修的便利度、風力發電機的高度（對飛航安全可能造成威脅）、與供電區域的距離與法令等相關問題的產生。風力發電廠並不會產生廢熱，亦沒有溫室氣體的問題，只需穩定風力即可順利發電。
一般來說，平均風速較小（小於3m/s）的地區，因缺乏經濟效益，較不適合設置風力發電廠。

### 建置地點
由於風遇障礙物時會消耗其能量，所以風力發電廠最好設置在開闊區域以增加能量轉換效率，此外，風向的穩定性亦十分重要，除可增加風能的取得外，更能延長風機的壽命。目前，風力發電廠的建置地點大致可以歸為以下兩類
- 陸地：舉凡陸地上所有地形，幾乎都可以建置風力發電廠，不過礙於法令與飛安的限制，部分地區雖風能強勁，但是不能發展（例如機場附近、或者生態保護區、候鳥或瀕危鳥類經過區）
  - 山區
  - 平地
  - 海邊
  - 沙漠
  - 極地
- 海上：建置海上風力發電廠（又稱離岸式風力發電廠）是未來的發展趨勢。由於世界各國相繼大力發展風力發電，已致陸地上可建置風電地點快速減少，所以目前大型風電廠的發展大多是以海上為主。如英國的1,000 megawatt（MW）发电容量的「倫敦陣列」風力發電廠。除此之外，丹麥、瑞典、德國亦有海上風電廠。但是一樣可能會面臨法令的限制。

## 成本與減碳
在特定地點（如美國中西部），風力發電的成本已經低於燃煤發電。
- 建置成本
- 發電成本
  - 燃料成本：風能的源頭為太陽光照射地球生成之自然能量，故沒有燃料成本。
  - 維修成本
- 備援電力成本：風能大多不穩定，需要有備援成本，水力及抽蓄發電與風力的配合度最高，許多情況下風能跟太陽能多可互補。

| 發電方法                                                              | 簡述                                      | 每單位電量所產生的二氧化碳 (g CO2/kWhe))（百一分段價） |
| --------------------------------------------------------------------- | ----------------------------------------- | ------------------------------------------------------ |
| 水力發電                                                              | 假設利用水塘，不含水壩建設                | 4                                                      |
| 風力發電廠                                                            | 位於低成本陸地的情境，不含海上型          | 12                                                     |
| 核電                                                                  | 以普遍的第二代核反應堆計算 不含更新型科技 | 16                                                     |
| 生質燃料                                                              |                                           | 18                                                     |
| 聚光太陽能熱發電                                                      |                                           | 22                                                     |
| 地熱發電                                                              |                                           | 45                                                     |
| 太陽能電池                                                            | 多晶硅太陽能電池 生產過程的碳排放         | 46                                                     |
| 燃氣發電                                                              | 假設加裝燃氣渦輪 聯合廢熱回收蒸汽發生器   | 469                                                    |
| 燃煤發電                                                              |                                           | 1001                                                   |
| 備註：這些數據的原始來源是由1989~2010年間的各種相關研究報告整理而成。 |                                           |                                                        |

## 產生與需克服的問題
- 鳥擊
- 雷擊
- 鹽害
- 噪音
- 供電
  - 長距離輸電線
  - 供電不穩
- 維修
- 尾流效应
- 颶風
- 龍捲風

## 世界各國離岸風力發電裝置容量（Installed Capacity）
2010年世界各國離岸風力發電裝置容量（Installed Capacity） 
- 英國1,535MW（44.5% Market Share）
- 丹麥900MW（26.1% Market Share）
- 荷蘭356MW（10.3% Market Share）
- 比利時194MW（5.6% Market Share）
- 瑞典193MW（5.6% Market Share）
- 中國106MW（3.1% Market Share）
- 其他（含德、日、芬蘭、愛爾蘭、挪威等）166MW（4.8% Market Share）
  - 數據為四捨五入後數據；基年為2010年

資料來源：<<Global Wind Power Markets >> Frost & Sullivan （页面存档备份，存于） analysis（2011年4月）

## 世界各國風力發電廠概況
目前世界上有超過70個國家擁有風力發電廠，大多位於歐洲、北美洲、亞洲等地；而風力發電較發達（技術、設備等）的國家包括：丹麥、西班牙、德國、美國等。若依據裝置容量來分，2015年前五名的國家依序分別為中國、美國、德國、印度、西班牙。
- 1985年全球總裝機容量為102.0萬瓩（1020MW）,裝置容量超過1GW
- 1991年全球總裝機容量為217.0萬瓩，裝置量超過2GW，世界第一座商轉的離岸風電廠（Vindeby Offshore Wind Farm）在丹麥啓用
- 1995年全球總裝機容量為482.1萬瓩，年度新增裝置容量超過1GW
- 1998年全球總裝機容量為1015.3萬瓩，裝置容量超過10GW
- 2002年全球總裝機容量為3122.8萬瓩，年發電量超過500億度(53TWh)
- 2005年全球總裝機容量為5917.1萬瓩，年度新增裝置容量超過10GW，年發電量超過1000億度
- 2008年全球總裝機容量為12178.6萬瓩，裝置容量超過100GW，風電年發電量佔全球總發電量超過1%
- 2012年全球總裝機容量為28469.8萬瓩，年發電量超過5000億度，風電年發電量佔全球總發電量超過2%
- 2014年全球總裝機容量為37189.3萬瓩，年度新增裝置容量超過50GW，風電年發電量佔全球總發電量3%
- 2015年全球總裝機容量為43472.2萬瓩，歐盟地區(EU28)的風電年發電量佔歐盟總發電量10%

| 排名 | 國家     | 2008（百分比）     | 2007（百分比）    | 2006（百分比）    | 2005     | 2004     | 2003     | 2002     | 2001     |
| -    | 世界總和 | 120,791MW（100%）  | 94,122MW（100%）  | 74,223MW（100%）  | 59,084MW | 47,317MW | 39,431MW | 31,228MW | 24,390MW |
| 1    | 美國     | 25,170MW（20.8%）  | 16,818MW（17.9%） | 11,603MW（15.6%） | 9,149MW  | 6,725MW  | 6,374MW  | 4,685MW  | 4,275MW  |
| 2    | 德國     | 23903MW（19.78%）  | 22247MW（23.6%）  | 20621MW（27.18%） | 18428MW  | 16629MW  | 14609MW  | 11994MW  | 8754MW   |
| 3    | 西班牙   | 16,754MW（13.87%） | 15,145MW（16.1%） | 11,615MW（15.6%） | 10,027MW | 8,263MW  | 6203MW   | 4,825MW  | 3,337MW  |
| 4    | 中國     | 12,210MW（10.10%） | 6,050MW（6.4%）   | 2,604MW（3.5%）   | 1,260MW  | 764MW    | 567MW    | 468MW    | 400MW    |
| 5    | 印度     | 9,645MW（7.98%）   | 8,000MW（8.5%）   | 6,270MW（8.4%）   | 4,430MW  | 3,000MW  | 2,125MW  | 1,702MW  | 1,502MW  |
| 6    | 義大利   | 3,736MW（3.09%）   | 2,726MW（2.9%）   | 2,123MW（2.9%）   | 1,717MW  | 1,265MW  | 905MW    | 788MW    | 682MW    |
| 7    | 法國     | 3,404MW（2.81%）   | 2,454MW（2.6%）   | 1,567MW（2.1%）   | 757MW    | 386MW    | 253MW    | 148MW    | 85MW     |
| 8    | 英國     | 3,241MW（2.68%）   | 2,389MW（2.5%）   | 1,963MW（2.6%）   | 1,353MW  | 907MW    | 667MW    | 552MW    | 474MW    |
| 9    | 丹麥     | 3,180MW（2.63%）   | 3,125MW（3.3%）   | 3,136MW（4.2%）   | 3,122MW  | 3,118MW  | 3,116MW  | 2,889MW  | 2,489MW  |
| 10   | 葡萄牙   | 2,862MW（2.36%）   | 2,150MW（2.3%）   | 1,716MW（2.3%）   | 1,022MW  | 522MW    | 296MW    | 195MW    | 127MW    |
| -    | 前十總和 | 104104MW（86.2%）  | 81,104MW（86.2%） | 63,217MW（85.2%） | 51,783MW | 42,686MW | 36,163MW | 29,010MW | 22,673MW |
| 11   | 加拿大   | 2,369MW（1.96%）   | 1,846MW（1.96%）  | 1,459MW（1.96%）  | 683MW    | 444MW    | 321MW    | 238MW    | 207MW    |
| 12   | 荷蘭     | 2,225MW（1.84%）   | 1,746MW（1.86%）  | 1,560MW（2.1%）   | 1,219MW  | 1,079MW  | 910MW    | 693MW    | 486MW    |
| 13   | 日本     | 1,880MW（1.55%）   | 1,538MW（1.63%）  | 1,360MW（1.83%）  | 1,078MW  | 936MW    | 687MW    | 414MW    | 274MW    |
| 14   | 澳大利亞 | 1,306MW（1.08%）   | 824MW（0.88%）    | 817MW（1.1%）     | 708MW    | 380MW    | 198MW    | 105MW    | 73MW     |
| 15   | 瑞典     | 1,021MW（0.84%）   | 788MW（0.84%）    | 572MW（0.77%）    | 510MW    | 442MW    | 399MW    | 345MW    | 290MW    |
| 16   | 愛爾蘭   | 1,002MW(0.82%)     | 805MW（0.86%）    | 745MW（1.0%）     | 496MW    | 339MW    | 186MW    | 137MW    | 125MW    |
| 17   | 奧地利   | 995MW（0.82%）     | 982MW（1.04%）    | 965MW（1.3%）     | 819MW    | 606MW    | 415MW    | 140MW    | 64MW     |
| 18   | 希臘     | 985MW（0.81%）     | 871MW（0.92%）    | 746MW（1.0%）     | 573MW    | 465MW    | 375MW    | 297MW    | 272MW    |
| 19   | 波蘭     | 472MW（0.39%）     | 276MW（0.29%）    | 153MW（0.26%）    | -        | -        | -        | -        | -        |
| 20   | 土耳其   | 433MW（0.35%）     | 147MW（0.16%）    | -                 | -        | -        | -        | -        | -        |
| ~    | 挪威     | 428MW（0.35%）     | 333MW（0.35%）    | 314MW（0.42%）    | 267MW    | 160MW    | 101MW    | 97MW     | 17MW     |
| ~    | 比利時   | 384MW（0.31%）     | 287MW（0.30%）    | 194MW（0.26%）    | -        | -        | -        | -        | -        |
| ~    | 埃及     | 365MW（0.30%）     | 310MW（0.33%）    | 230MW（0.30%）    | -        | -        | -        | -        | -        |
| ~    | 台灣     | 358MW（0.29%）     | 282MW（0.30%）    | 188MW（0.25%）    | 104MW    | 13MW     | 8MW      | 3MW      | 3MW      |
| ~    | 巴西     | 341MW（0.28%）     | 247MW（0.26%）    | 237MW（0.32%）    | 29MW     | 29MW     | 22MW     | 20MW     | 20MW     |
| ~    | 紐西蘭   | 326MW（0.26%）     | 322MW（0.34%）    | 171MW（0.23%）    | -        | -        | -        | -        | -        |
| ~    | 南韓     | 236MW（0.19%）     | 191MW（0.20%）    | 173MW（0.23%）    | 98MW     | 69MW     | 8MW      | 8MW      | 8MW      |
| ---- | -------- | ------------------ | ----------------- | ----------------- | -------- | -------- | -------- | -------- | -------- |

註：
1. 1MW=106瓦=0.1萬瓩
2. 因統計或計算的方式不同，數值可能會有些許誤差

全球風力裝置容量

|                | 2000    | 2001    | 2002    | 2003    | 2004    | 2005    | 2006    | 2007      | 2008      | 2009    |
| -------------- | ------- | ------- | ------- | ------- | ------- | ------- | ------- | --------- | --------- | ------- |
| 裝置量(MW)     | 17,304  | 23,976  | 30,980  | 38,392  | 46,917  | 58,452  | 73,166  | 91,511    | 115,363   | 150,181 |
| 發電量(GWh)    | 31,420  | 38,390  | 52,331  | 62,916  | 85,117  | 104,085 | 132,859 | 170,682   | 220,572   | 275,949 |
| 佔全球發電量比 | 0.20%   | 0.24%   | 0.32%   | 0.37%   | 0.48%   | 0.56%   | 0.69%   | 0.85%     | 1.08%     | 1.36%   |
|                |         |         |         |         |         |         |         |           |           |         |
|                | 2010    | 2011    | 2012    | 2013    | 2014    | 2015    | 2016    | 2017      | 2018      |         |
| 裝置量(MW)     | 180,941 | 220,129 | 267,113 | 300,303 | 349,699 | 416,739 | 467,578 | 515,178   | 564,347   |         |
| 發電量(GWh)    | 341,614 | 436,786 | 523,809 | 645,302 | 712,031 | 831,384 | 956,873 | 1,127,989 | 1,269,953 |         |
| 佔全球發電量比 | 1.58%   | 1.96%   | 2.30%   | 2.75%   | 2.98%   | 3.42%   | 3.83%   | 4.39%     | 4.77%     |         |

| 國家           | 風電裝置量 百萬瓦（MW） |
| -------------- | ----------------------- |
| 中华人民共和国 | 145,362                 |
| 美国           | 74,471                  |
| 德国           | 44,947                  |
| 印度           | 25,088                  |
| 西班牙         | 23,025                  |
| 英国           | 13,603                  |
| 加拿大         | 11,205                  |
| 法國           | 10,358                  |
| 義大利         | 8,958                   |
| 巴西           | 8,715                   |
| 其它地區合計   | 67,151                  |
| 全球總計       | 432,883                 |

| 國家           | 風電裝置量 百萬瓦（MW） |
| -------------- | ----------------------- |
| 中华人民共和国 | 44,733                  |
| 美国           | 40,180                  |
| 德国           | 27,214                  |
| 西班牙         | 20,676                  |
| 印度           | 13,065                  |
| 義大利         | 5,797                   |
| 法國           | 5,660                   |
| 英国           | 5,204                   |
| 加拿大         | 4,009                   |
| 丹麦           | 3,752                   |
| 其它地區合計   | 26,749                  |
| 全球總計       | 197,039                 |

| 國家           | 風電裝置量 百萬瓦（MW） |
| -------------- | ----------------------- |
| 德国           | 18,415                  |
| 西班牙         | 10,028                  |
| 美国           | 9,149                   |
| 印度           | 4,430                   |
| 丹麦           | 3,128                   |
| 義大利         | 1,718                   |
| 英国           | 1,332                   |
| 中华人民共和国 | 1,260                   |
| 荷蘭           | 1,219                   |
| 日本           | 1,061                   |
| 其它地區合計   | 7,351                   |
| 全球總計       | 59,091                  |

| 國家           | 風電發電量 百萬千瓦時（GWh） |
| -------------- | ---------------------------- |
| 德国           | 87,975                       |
| 西班牙         | 48,380                       |
| 英国           | 38,010                       |
| 法國           | 21,100                       |
| 瑞典           | 16,500                       |
| 義大利         | 14,589                       |
| 丹麦           | 14,100                       |
| 葡萄牙         | 11,878                       |
| 波蘭           | 9,830                        |
| 荷蘭           | 7,237                        |
| 其它成員國合計 | 33,914                       |
| 歐盟總計       | 303,513                      |

| 國家           | 風電發電量 百萬千瓦時（GWh） |
| -------------- | ---------------------------- |
| 西班牙         | 42,976                       |
| 德国           | 36,500                       |
| 英国           | 11,440                       |
| 法國           | 9,600                        |
| 葡萄牙         | 8,852                        |
| 義大利         | 8,374                        |
| 丹麦           | 7,808                        |
| 荷蘭           | 3,972                        |
| 瑞典           | 3,500                        |
| 愛爾蘭         | 3,473                        |
| 其它成員國合計 | 10,538                       |
| 歐盟總計       | 147,033                      |

### 台灣風力發電廠概況
台灣風力發電產業始於1980年代初期的能源危機，政府委託工研院陸續開發小型風力發電機，但在能源危機解除後就停止研發。直到西元2000年，台灣電力公司、台朔重工和正隆公司在政府的鼓勵之下，分別在澎湖、雲林和新竹設置三個總容量共8.64百萬瓦特（MW）的風力發電系統。目前風力發電為政府的重要政策之一。台灣大電力研究試驗中心表示台灣風力發電能量密度含量居全球排名第二、僅次於紐西蘭。而且台灣坐擁全球最優良的海上海場。但是陸域優良風場大都開發殆盡，因此必需發展離岸風力發電。台灣有發展風力發電之先天優勢條件。因為台灣有明顯的東北季風吹拂與西南氣流交替，而且由於台灣中央山脈與大陸東南的丘陵形成台灣海峽峽管效應增強東北季風風速，使得台灣冬季之風力資源豐富，在空氣品質較差的冬季、可以藉此讓燃煤發電廠降載甚至關機。但是台灣電力的主要尖峰負載在炎夏期間，此時離岸風力的發電量平均只有裝置容量的6%左右，此時可以使用太陽能及燃煤補足，台灣夏季污染物擴散條件良好，因此燃煤發電全力運轉空氣品質仍佳。而且風太強時，機器停止運轉，避免風機損壞 。此外風機也需留意沙害。
台灣目前沒有自主設計風機的能力。目前，台灣有經營風力發電廠的公司除國營的台灣電力公司外，民營亦有德商達德能源、沃旭能源等公司。
| 風力發電廠       |          | 發電量（瓩） | 數量 | 總和（瓩） | 年發電量（百萬度） | 完工日期   |
| ---------------- | -------- | ------------ | ---- | ---------- | ------------------ | ---------- |
| 新北市石門       | 台電一期 | 606          | 6    | 3636       |                    | 2005年1月  |
| 桃園市大潭電廠   | 台電一期 | 1500         | 3    | 4500       | 11.6               | 2005年6月  |
| 桃園市大園與觀音 | 台電一期 | 1500         | 20   | 30000      | 91.2               | 2006年5月  |
| 桃園市大園與觀音 | 英華威   | 2300         | 19   | 43700      |                    | 2009年12月 |
| 新竹市香山       | 台電一期 | 2000         | 6    | 12000      |                    | 2008年12月 |
| 新竹縣竹北       |          | 2000         | 5    | 10000      |                    |            |
| 新竹縣竹北春風   | 正隆     | 1750         | 2    | 3500       |                    | 2008年10月 |
| 新竹縣新豐       |          |              |      | 20000      |                    |            |
| 苗栗縣大鵬       |          | 2000         | 21   | 42000      |                    |            |
| 苗栗縣竹南       |          | 2000         | 3    | 6000       |                    |            |
| 苗栗縣竹南       |          | 1000         | 1    | 1000       |                    |            |
| 苗栗縣後龍鎮     |          |              |      |            |                    |            |
| 苗栗縣苑裡鎮     | 英華威   |              |      |            |                    | 2014年     |
| 臺中市台中電廠   | 台電一期 | 2000         | 4    | 8000       |                    | 2007年4月  |
| 臺中市台中港     | 台電一期 | 2000         | 18   | 36000      |                    | 2008年12月 |
| 臺中市大安區     | 英華威   | 2300         | 20   | 46000      |                    | 2008年12月 |
| 彰化縣線西與崙尾 | 台電二期 | 2000         | 23   | 46000      |                    | 2007年5月  |
| 彰化縣彰濱工業區 | 英華威   | 2300         | 45   | 103500     |                    | 2008年11月 |
| 雲林縣麥寮       | 台電二期 | 2000         | 15   | 30000      |                    | 2008年12月 |
| 雲林縣四湖       | 台電二期 | 2000         | 14   | 28000      |                    | 2010年10月 |
| 臺南市北門       |          | 1750         | 2    | 3500       |                    |            |
| 屏東縣恆春       | 台電一期 | 1500         | 3    | 4500       |                    | 2005年5月  |
| 澎湖縣中屯       |          | 600          | 8    | 4800       |                    |            |
| 澎湖縣湖西       |          | 900          | 6    | 5400       |                    |            |

### 香港風力發電廠概況
香港的風力發電廠目前僅有一座，由香港電燈所擁有。由於香港地狹人稠的關係，幾乎已沒有多餘適合發展風力發電的土地，未來，香港將朝海上風力發電廠發展。
- 南丫風采發電站：裝置1台800瓩機組，共800瓩

### 中國大陸風力發電廠概況
- 2005年：中國大陸已建成風電場59座，運行中的風力發電機組共計1869部，總裝置容量達124.6萬瓩（1246MW）[34]。
- 2006年：共新增134.7萬瓩，總裝置容量達260.4萬瓩，居世界第六位。
- 2007年：總裝置容量較前一年增加一倍，達605萬瓩。
- 2008年：新增裝置容量達616萬瓩，為該年增量第二多的國家，排名亦超越印度達世界第五。
- 2010年：新增裝置容量為世界該年增量第一多的國家，總裝置容量居世界第一位。

- 新疆：目前為中國風力發電最大之省
  - 達坂城風電一廠　　：裝置32台100～600瓩機組，共12100瓩
  - 達坂城風電二廠　　：裝置146台300～600瓩機組，共75000瓩
  - 布爾津風電廠　　　：裝置7台150瓩機組，共1050瓩
  - 阿拉山口風電廠　　：裝置2台600瓩機組，共1200瓩
  - 烏魯木齊托里風電廠：位在烏魯木齊縣托里鄉，裝置20台1500瓩機組，共3萬瓩
- 寧夏
  - 賀蘭山風電廠：位在青銅峽市與內蒙古阿拉善左旗交界處，由寧夏發電集團所經營，裝置108台8500瓩機組，共11.22萬瓩
  - 天淨神州風電廠：位在青銅峽市與內蒙古阿拉善左旗交界處，由寧夏天淨神州風力公司所經營，共裝置3.06萬瓩
- 內蒙古
  - 輝騰錫勒風電廠　：位在集寧市，由華能公司所經營，共裝置13.16萬瓩
  - 克什克騰風電廠　：裝置28台600～750瓩機組，共20160瓩
  - 克旗賽罕壩風電廠：位於赤峰市克什克騰旗，共裝置5萬瓩
  - 朱日河風電廠　　：位在蘇尼特左旗，由華能公司所經營，共裝置10800瓩
  - 錫林浩特風電廠　：由華能公司所經營，共裝置4780瓩
  - 灰騰梁風電廠　　：位在錫林浩特市，由華能公司所經營，共裝置4.95萬瓩
  - 永盛風電廠　　　：位於錫林浩特市，共裝置20萬瓩
  - 商都風電廠　　　：由華能公司所經營，裝置17台55～300瓩機組，共3875瓩
  - 多倫風電廠　　　：共裝置5萬瓩
  - 克旗達裏風電廠　：
- 黑龍江省
  - 木蘭風電廠：
  - 伊春的大青山風電廠：
- 遼寧省
  - 大連的東崗風電廠：裝置25台55～550瓩機組，共12005瓩
  - 橫山風電廠　　　：裝置20台250瓩機組，共5000瓩
  - 營口風電廠　　　：裝置26台600～1300瓩機組，共19000瓩
  - 丹東風電廠　　　：裝置28台750瓩機組，共21000瓩
  - 錦州風電廠　　　：裝置5台750瓩機組，共3700瓩
  - 仙人島風電廠　　：
  - 海洋紅風電廠　　：
  - 康平風電廠　　　：
  - 彰武風電廠　　　：
  - 法庫風電廠　　　：
  - 小長山風電廠　　：
  - 大長山風電廠　　：
  - 獐子島風電廠　　：
- 吉林省
  - 洮北風電廠　：位在白城市，由華能公司所經營，共裝置4.93萬瓩
  - 通榆風電廠　：由華能公司所經營，共裝置10.05萬瓩
  - 通榆縣風電廠：由吉林風力所經營，裝置11台660瓩與38台600瓩，共30060瓩
  - 長嶺風電廠　：由吉林風力所經營，裝置11台850瓩機組，共9350瓩
  - 大安風電廠　：裝置33台1500瓩機組，共49500瓩
- 山東省
  - 榮成風電廠：裝置3台55瓩機組，共165瓩
  - 長島風電廠：由華能與中電公司共同經營，裝置32台850瓩機組，共27200瓩
  - 威海風電廠：由華能與中電公司共同經營，裝置13台1500瓩機組，共19500瓩
  - 濰北風電廠：位於濰坊市，共裝置10000瓩
  - 即墨風電廠：
  - 棲霞風電廠：
- 甘肅省
  - 玉門風電廠：裝置16台300～600瓩機組，共8400瓩
- 河北省
  - 張北風電廠　　：裝置24台275～600瓩機組，共9850瓩
  - 承德風電廠　　：裝置6台600瓩機組，共3600瓩
  - 尚義風電廠　　：共裝置3.5萬瓩
  - 滿井風電廠　　：位於張北縣，共裝置4.5萬瓩
  - 滄州海上風電廠：裝置33台1500瓩機組，共49500瓩
  - 張家口風電廠　：裝置容量共24.8萬瓩，為目前中國最大風電廠
- 北京市
  - 康西風電廠：位於康西草原，共裝置3萬瓩
- 浙江省
  - 蒼南的鶴頂山風電廠：裝置19台500～600瓩機組，共10255瓩
  - 臨海的括蒼山風電廠：裝置33台600瓩機組，共19800瓩
  - 泗礁風電廠　　　　：裝置10台30瓩機組，共300瓩
  - 慈溪風電廠　　　　：由長江新能源開發公司所經營，裝置33台1500瓩機組，共裝置49500瓩
  - 嵊泗風電廠　　　　：
  - 大陳島風電廠　　　：
- 上海市
  - 奉賢風電廠：
  - 南匯風電廠：
- 江蘇省
  - 東台風電廠　　　：建設容量20萬瓩
  - 如東風電廠　　　：由聯能風力公司所經營，裝置50台2000瓩機組，共裝置10萬瓩
  - 如東風電廠（二期）：由江蘇龍源風力公司所經營，裝置100台1500瓩機組，共裝置15萬瓩
- 福建省
  - 平潭風電廠　　：裝置5台200瓩機組，共1000瓩
  - 東山風電廠　　：裝置10台600瓩機組，共6000瓩
  - 漳浦六鰲風電廠：位在漳浦縣六鰲半島東側，由大唐漳州風力公司所經營，裝置36台850瓩與36台1250瓩機組，共7.56萬瓩
  - 南日島風電廠　：
- 廣東省
  - 南澳風電廠：裝置131台90～750瓩機組，共56800瓩
  - 南澳風電廠（二期）：由華能與中電公司共同經營，裝置53台850瓩機組，共45050瓩
  - 惠來石碑山風電廠：裝置22台600瓩機組，共13200瓩
  - 珠海橫琴島風電廠：裝置20台機組，共24650瓩
  - 汕尾紅海灣風電廠：裝置49台機組，共36900瓩
  - 甲東風電廠　　　：裝機容量共3.06萬瓩
  - 饒平風電廠：由华能新能源公司所经营，装置98台750～1500瓩機組，共99000瓩
- 海南省
  - 東方風電廠：裝置19台55～600瓩機組，共8755瓩

### 美國風力發電廠概況

2017年底美國各州風力發電裝置量。

美國風力發電廠發展的相當早，主要集中在美國中西部各州。在2017年,美國的風力發電裝置容量88.9GW與風力發電量2542億度都居世界第二位僅次於中國，風力發電量佔美國總發電量6.3%。美國能源署的報告認為到2030年美國風力發電有可能佔總發電量20%。
- 2000年：風力發電容量250.2萬瓩，年發電量約56億度。
- 2002年：風力發電容量460.3萬瓩，年發電量超過100億度。
- 2008年：風力發電容量2513.5萬瓩，年發電量超過500億度及美國總發電量1%。
- 2011年：風力發電容量4677.7萬瓩，年發電量超過1200億度。
- 2016年：風力發電容量8200.5萬瓩，年發電量超過2200億度及美國總發電量5%。[36][37]

- 位在加州舊金山東南方的Altamont Pass（阿特蒙隘口）風電廠：裝置5000台以上機組
- 位在加州San Gorgonio Pass（聖喬諾隘口）風電廠：裝置4000台以上機組
- 位在加州洛杉磯北方的Tehachapi（蒂哈查皮）風電廠：
- Mountain View Power Partners一號及二號風電廠：共6.66萬瓩
- 位在華盛頓州與奧勒崗州交界的Stateline Wind Project風電廠：裝置186台660瓩機組，共12.276萬瓩（目前尚有279座在建造中，完工後裝置容量可達30.69萬瓩，成為美國最大風電廠）。

### 德國風力發電廠概況

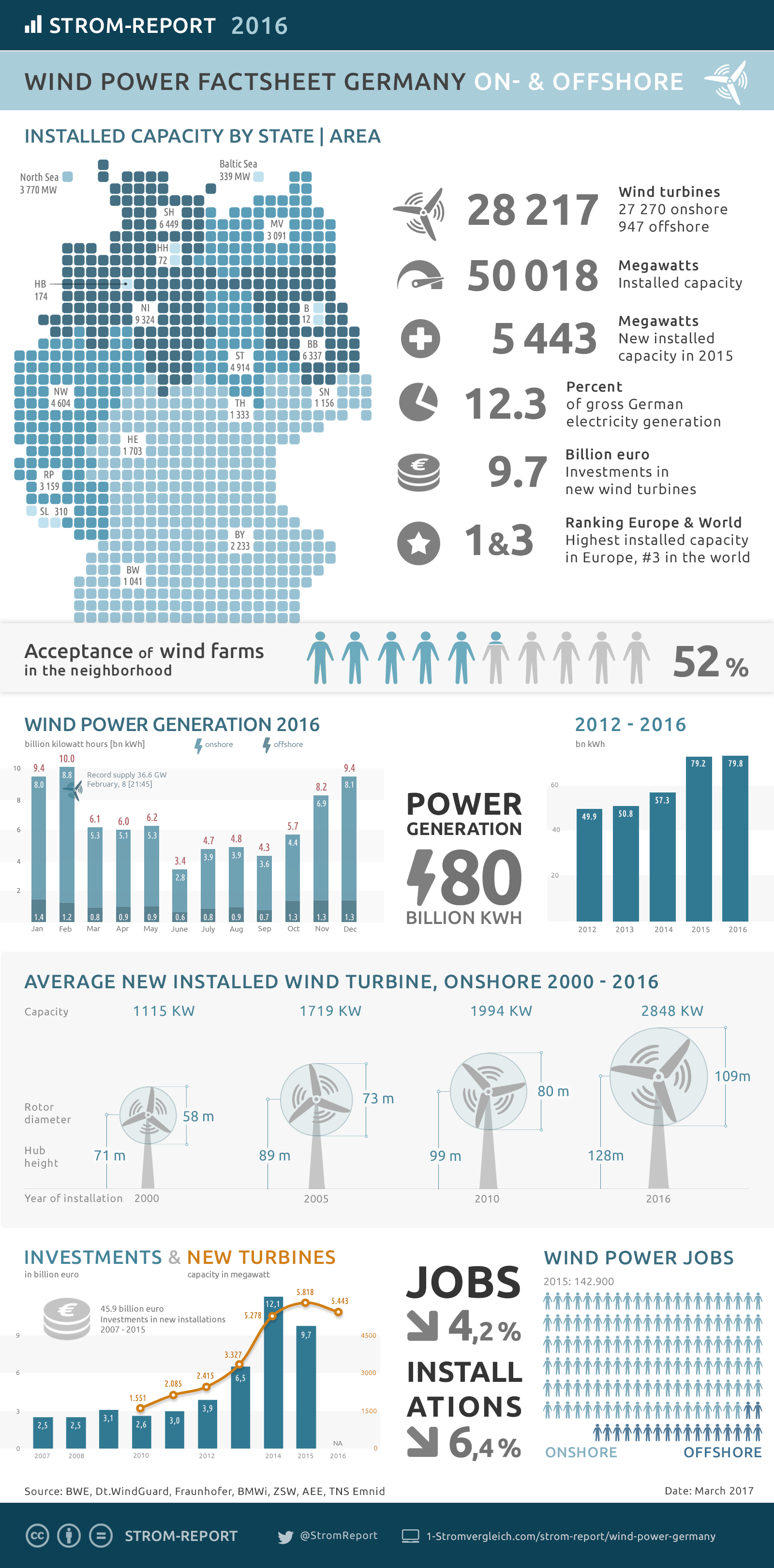
2015年德國風力發電概況簡介.

德國在1980年代中期開始使用風力發電，目前(2015年)的風力發電廠裝置容量達4494.6萬瓩僅次於中國和美國為世界第三，其中離岸風力發電廠的裝置量329.4萬瓩則僅次於英國排世界第二。
- 1995年：風力發電機總容量達121.1萬瓩，年發電量15億度
- 1999年：風力發電機總容量達443.5萬瓩，發電量佔德國總發電量1%
- 2004年：風力發電機總容量達1661.2萬瓩，發電量佔德國總發電量4.1%
- 2009年：風力發電機總容量達2566.2萬瓩，發電量佔德國總發電量6.5%，德國第一座離岸風電廠啓用
- 2015年：風力發電機總容量達4494.6萬瓩，發電量佔德國總發電量12.3%（佔德國總用電量13.3%）

#### 德國風力發電廠列表
- Alpha Ventus（英语：Alpha Ventus Offshore Wind Farm）離岸式風電廠：德國第一座離岸風電廠，裝置12部5000瓩機組，共60 MW。

### 丹麥風力發電廠概況
在1970年代，丹麥是發展商業風力發電的先驅，并且今天近50％的世界各地的風力渦輪機是由丹麥製造商生產，如維斯塔斯和西門子風電以及許多元件供應商。在2008年，風力發電提供丹麥發電的18.9％，和發電容量的24.1％。 丹麥是世界上風力發電廠最為普及的國家，同也是全世界風力發電量佔該國整體發電量比例最高的國家。在2012年，丹麥政府通過了一項計劃，以增加風能電力生產的比例，到2020年达到50％。
2005年，丹麥風電裝機容量3,127 MW，生產23,810 TJ（6.6 TW·h）的能量，實際平均產量為755MW，在容量因子（Capacity factor）為24％条件下。2010年，容量增長到3,752 MW，一年的增長大部分來自Rødsand-2離岸風電場。在2011年底，丹麥的容量达到3,927 MW，風電佔該國整體發電量比例為28％。

#### 丹麥風力發電廠列表
- 米德尔格伦登（Middelgrunden離岸式風電廠：裝置20台2000瓩機組，共40 MW。
- Nysted Wind Farm（英语：Nysted Wind Farm）離岸式風電廠：裝置162×2.3 MW（西门子）機組，共207 MW。

## 外部連結
資料
- 綠色和平：風力發電 （页面存档备份，存于）
- 風能之旅：中華民國經濟部能源委員會與財團法人工業技術研究院共同架設之風力示範推廣計畫網頁
- 華夏風力發電信息網 (中國) （页面存档备份，存于）

相關風能組織
- 全球風能委員會（GWEC） （页面存档备份，存于）（英文）
- 美國風能協會（AWEA） （页面存档备份，存于）（英文）
- 歐洲風能協會（EWEA）（英文）
- 中國風能協會 （页面存档备份，存于）

相關風力發電廠商（包含製造商與經營公司）
- 青岛格林风新能源设备有限公司 (中国) （页面存档备份，存于）
- 麥寮風力發電廠 (台灣)
- 英華威公司（德國、中國、台灣、美國） （页面存档备份，存于）
- 新疆風能有限責任公司 (中國) （页面存档备份，存于）
- Vestas風機製造公司 (丹麥) （页面存档备份，存于）（英文）
- ENERCON風機製造公司 (德國) （页面存档备份，存于）（英文）